# Dietershofen
Dietershofen is een plaats in de Duitse gemeente Meßkirch, deelstaat Baden-Württemberg, en telt 160 inwoners.